# Wittgensteiner Schieferpfad
Der Wittgensteiner Schieferpfad ist ein 13,6 km langer Rundwanderweg nahe Bad Berleburg, im nordrhein-westfälischen Kreis Siegen-Wittgenstein. Er ist seit 2005 als Premiumweg vom Deutschen Wanderinstitut zertifiziert. Angelegt wurde der Weg von Schülern der Hauptschule Bad Berleburg.

## Verlauf
Von Raumland ausgehend führt der Wittgensteiner Schieferpfad vorbei an einer Schutzhütte mit Rastplatz zunächst flussabwärts entlang der Eder in Richtung Laubroth, einem zu Dotzlar gehörenden Ortsteil. Auf diesem Streckenabschnitt wird dann auch ein (stillgelegter) Bahndamm unterquert. Nach Kreuzung der Landesstraße 718 (Bad Berleburg–Dotzlar) und Überquerung des Meckhäuser Bachs verläuft der Wittgensteiner Schieferpfad einige Meter steil einen Berg hinauf und anschließend durch das Naturschutzgebiet (NSG) Honert, oberhalb eines stillgelegten Abschnitts der Bahnstrecke Bad Berleburg–Allendorf. Etwa einen Kilometer weiter macht er einen Bogen und führt abermals – in Serpentinen – steil den Berg hinauf. Auf diesem steilen Streckenabschnitt überschneidet sich die Wegführung mit der der Via Adrina, eines anderen Premium-Wanderweges.
Etwas weiter verläuft der Schieferpfad durch das Felslabyrinth der Schieferfelsen Braut und Bräutigam, auf deren Gipfel sich die Bank Ehrfurcht befindet. Im Labyrinth gilt aufgrund des Naturschutzgebiets Wegegebot: hier muss man dem Fledermauszeichen, bzw. den roten Punkten auf den Felsen folgen. Von der Bank Ehrfurcht aus führt der Weg nun als schmaler Pfad am Berghang des Honert (562,3 m) entlang. Anschließend verläuft er, vorbei an einem Forsthaus, durch das Meckhäuser Bachtal, und kurz darauf durch das NSG Fredlar. Hier führt der Weg an einem stillgelegten Schiefersteinbruch vorbei, welcher im NSG Ehemaliger Schiefersteinbruch Fredlar liegt. Von hier aus lässt sich über einen kleinen Abstecher der Wächterstein, einer der vier Bilsteine erreichen.
Nur wenige hundert Meter weiter folgt, nach einer scharfen Rechtskurve, abermals ein steiler Wegabschnitt, der oberhalb des Steinbruchs vorbei zu einem 40 Meter langen Abstecher zum Fuße des 2. unter Naturschutz stehenden Felsen der Bilstein-Felsgruppe (ca. 15–20 Meter hoch) führt. Im weiteren Verlauf führt der Wittgensteiner Schieferpfad über kleine Felsblöcke, vorbei an etwa 10 Meter hohen Klippen (den zwei übrigen Bilsteinen) mit Sitzgruppe auf den Gipfel des Fredlar (576,2 m), wo er auf einer kleinen Felsrippe seinen höchsten Punkt erreicht. Der Abstieg von dort erfolgt auf einer alten Handelsstraße, die sich hier durch Spurrinnen kennzeichnet, ins Steinbachtal. Hiernach kreuzt er die L 718 beim Wanderparkplatz Auf der Lenne und verläuft dann westlich der Berge Limburg (578,9 m) und Hörre (566,4 m) vorbei am NSG Grubengelände Hörre mit Steinbruch und Fledermausstollen, sowie der Felsformation Drachenstein, die mit einem kleinen Abstecher erreicht werden kann, zurück nach Raumland.

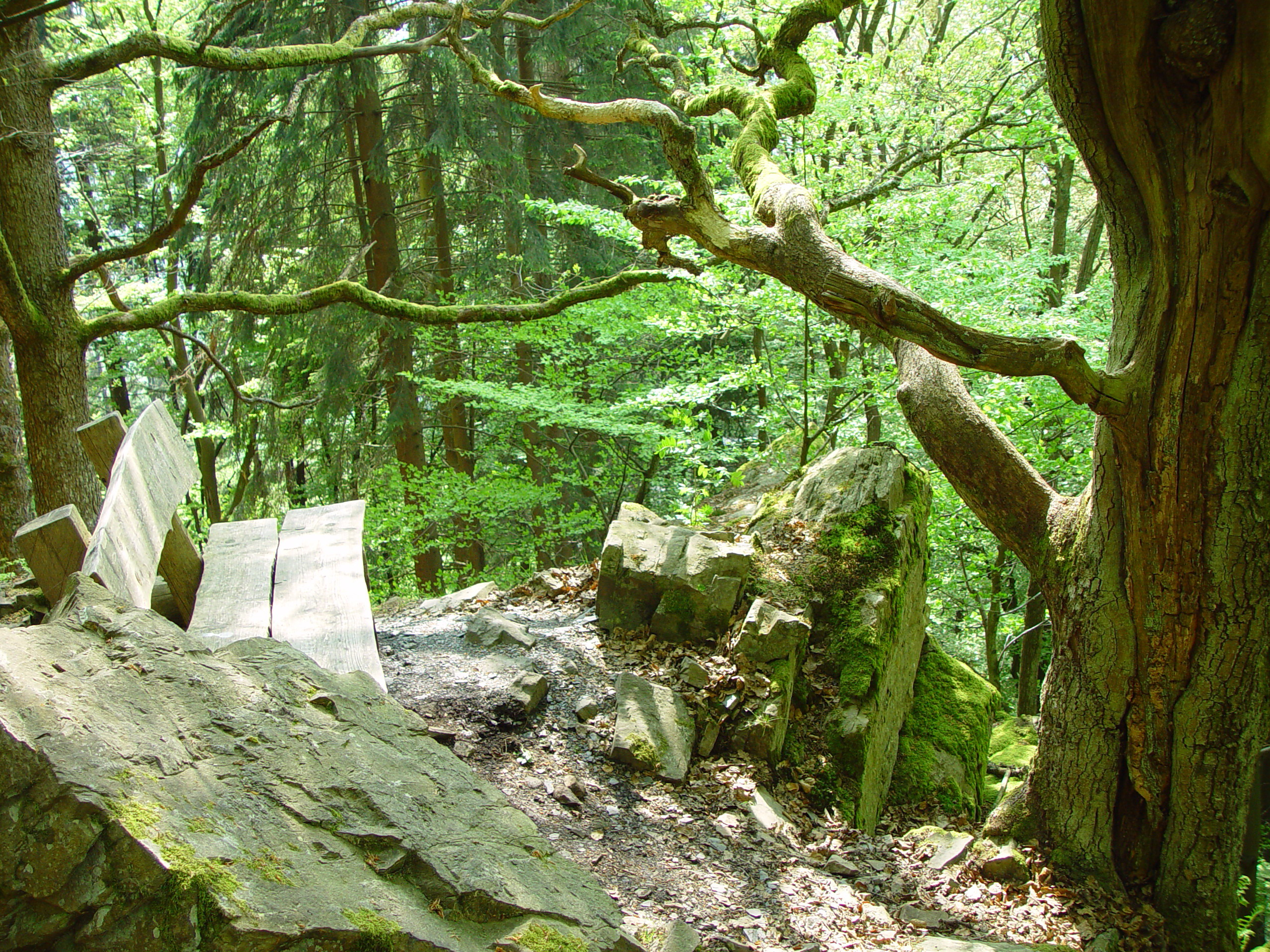
Bank Ehrfurcht im Steilhang auf dem Wittgensteiner Schieferpfad
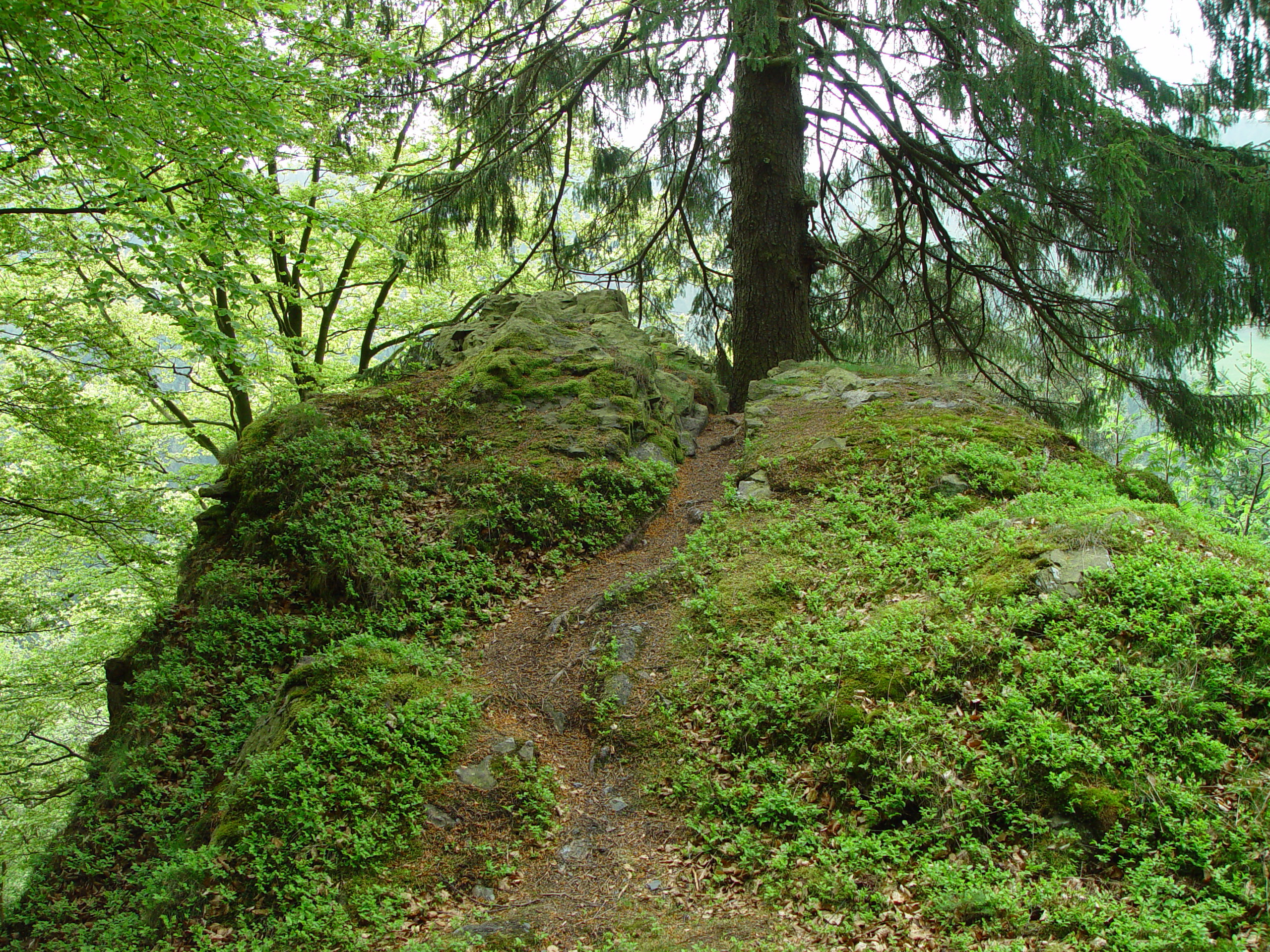
Auf dem Wittgensteiner Schieferpfad beim Fredlar
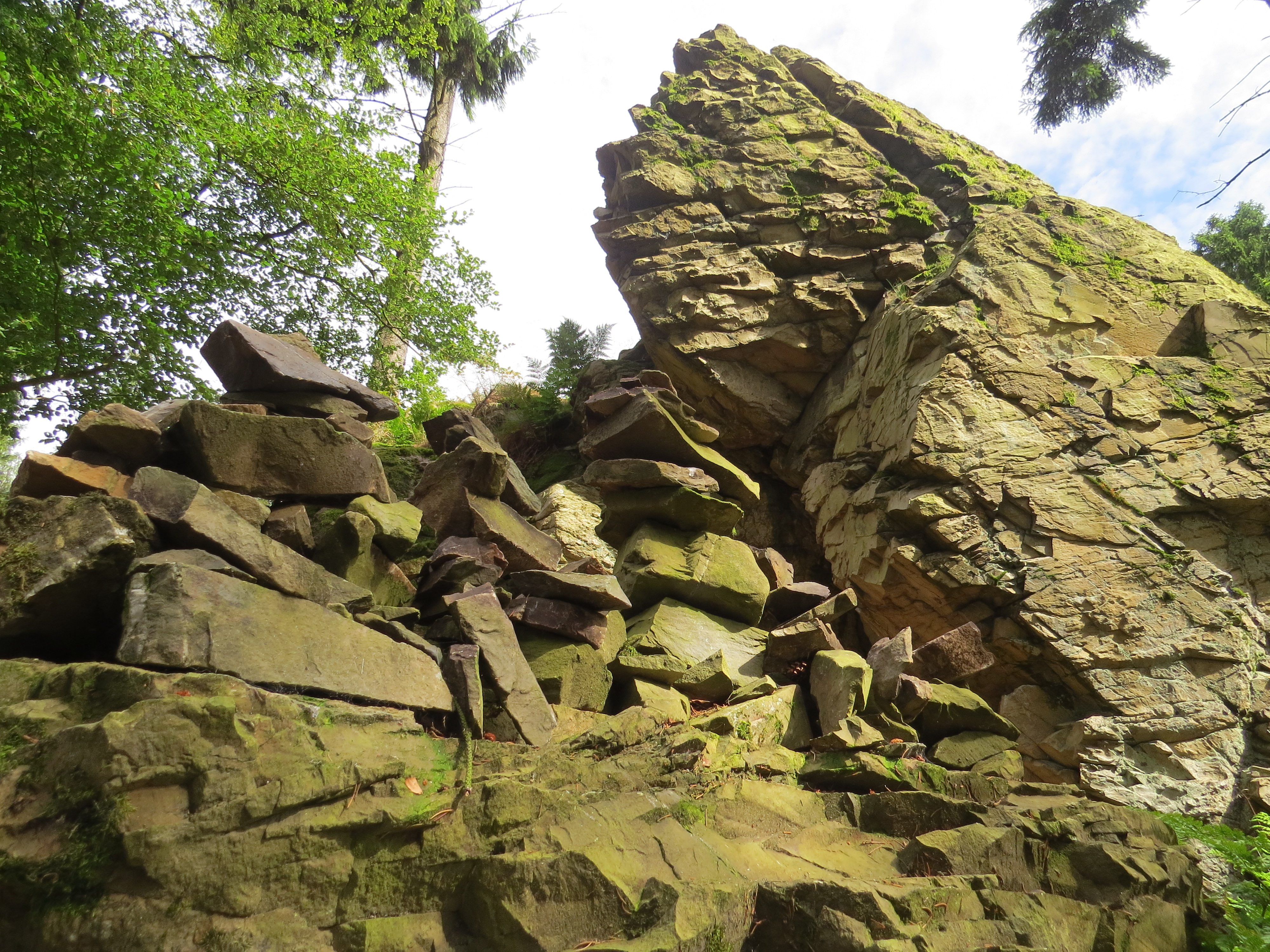
Felsformation am Fredlar bei Bad Berleburg
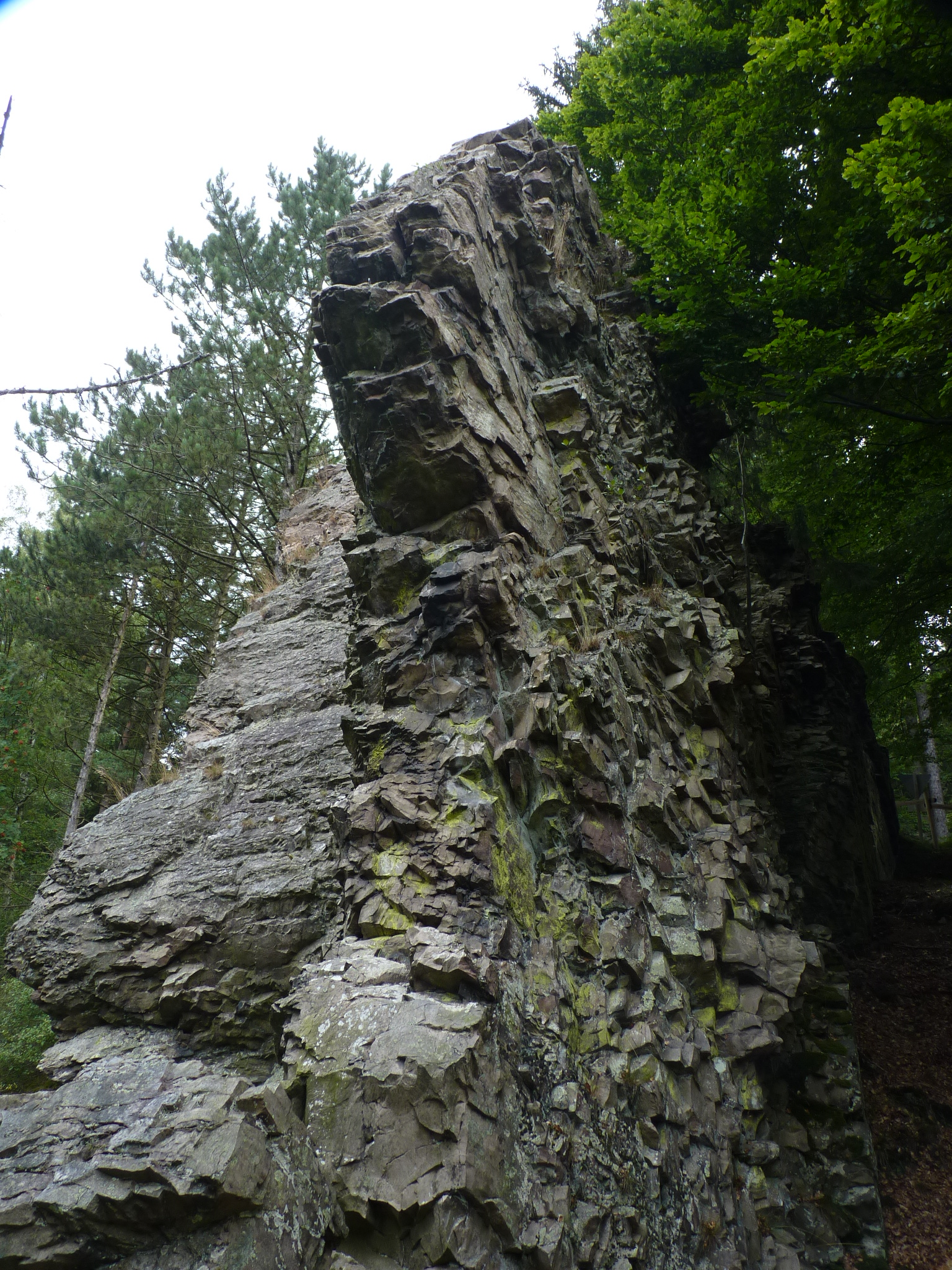
Einer der Bilsteine am Westhang des Fredlar bei Bad Berleburg

## Wegart
Wegarten in Prozent:
- Verbunddecke: 14,5 %
- Befestigt: 39,8 %
- Naturwege: 45,7 %

## Raumländer Schieferrevier
Entlang des Wittgensteiner Schieferpfades wurde früher Schiefer abgebaut, wie man an einigen Stellen noch gut an alten Stolleneingängen erkennen kann, und der Weg verläuft durch einen Teil des Raumländer Schieferreviers.

## Fledermäuse
10 von 17 im Kreis Siegen-Wittgenstein nachgewiesenen Fledermausarten konnten im NSG Grubengelände Hörre festgestellt werden, womit die Stollen ein bedeutendes Fledermausquartier darstellen. Zu den sicher nachgewiesenen Arten zählen unter anderem die Fransenfledermaus, das Große Mausohr und kleine- und Große Bartfledermaus.